# Здвижень (місто)
Здвижень — давньоруське місто у Київському князівстві.

## Історія
На думку краєзнавця В. Г. Святненка, Здвижень було засновано не пізніше середини Х століття. Він аргументує це тим, що на час першої згадки це вже було місто з церквою та торжищем, тобто заснувати його мали не менше ніж за 100 років до першої згадки.
Місто Здвижень вперше згадане у літопису 7 листопада 1097 року: "І, взявши його на коврі, положили вони його на воза, як мертвого, і повезли його до Володимира. І коли прибули вони [до города Здвиженя], перейшовши міст воздвиженський, [то] стали з ним на торговищі, і, стягнувши з нього сорочку криваву, дали [її] попаді випрати. Попадя ж, виправши, натягла [її] на нього, коли вони обідали, і плакати стала попадя. А він був, як мертвий. І 2 збудив його плач, і спитав він: «Де се я єсмь?» Вони ж сказали йому: «У городі Здвижені». І попросив він води, і вони дали йому. І випив він води, і вернулась до нього 2 душа, і опам'ятався він, і пощупав сорочку, і сказав: «Чому єсте зняли ви [її] з мене? Хай би я в сій сорочці і смерть прийняв, і став перед богом у кривавій сорочці».
Вдруге Здвижень згадано у літописі 1151 року: «І тут вони поклонилися Ізяславу і мичани з ними, кажучи: „Ти — наш князь“. Ізяслав же, перейшовши звідти на Тетерів, ізсів тут із коней, щоб їм одпочити. Пообідавши тут і [давши] коням одпочити, він рушив до [города] Здвиженя. Прийшовши ж туди, до Здвиженя, він став до вечора.»
Вважається, що населення Здвиженя становило (принаймні напередодні монголо-татарської навали) не менше 3 тисяч мешканців.
У 1240—1241 роках Здвижень було, вочевидь, знищено ордами татаро-монголів. На місці Здвиженя тепер розташоване смт Брусилів.

## Версії розташування
Здвижень у різний час різні дослідники «розташовували» на місці: смт Брусилів, смт Макарів, села Здвижка Коростишівського району, села Містечка Брусилівського району, сіл Рожів та Андріївка Макарівського району та села Здвижівка Бородянського району.
Брусилівський краєзнавець Яків Галайчук ще у 1970-1980-х роках обстоював думку, що давній Здвижень розташовувався на території Брусилова. Ще 1960 року на території Брусилова було проведено археологічні дослідження, що виявили залишки 3 давньоруських поселень. Одне з цих поселень вочевидь звалось Здвижень, і ще одне могло мати назву Брусилів. У Брусилові зберігся і курган Батиєва могила та річка Батиївка.